# 4월 9일 비극
4월 9일 비극(트빌리시 대학살, 트빌리시 비극으로도 알려짐)은 1989년 4월 9일에 소련의 그루지야 소비에트 사회주의 공화국 트빌리시에서 발생한 사건이다. 그 때의 반-소비에트 시위는 소련군에 의해 해산되었고, 그 시위의 결과로 20명이 목숨을 잃었고 수백명이 부상자가 되었다. 4월 9일은 오늘날 국가 통일의 날(조지아어: ეროვნული ერთიანობის დღე)로 기억되며, 조지아에서는 연중 공휴일이다.

## 서두
반-소비에트 운동은 1988년 그루지야 소비에트 사회주의 공화국에서 활발해지기 시작했다. 트빌리시에서는 반-소비에트 정지 조직들에 의한 다양한 공격과 집회가 있었다. 소비에트 정부와 조지아 민족주의자들 간의 충돌은 1989년 3월 19일의 이른바 릭스니 어셈블리라고 알려지게 된 다음부터 짙어졌다. 수천명의 압하스인들은 조지아와의 분리 독립과 1921~1931년의 연방 공화국 지위의 복구를 요구했다. 그 응답으로, 반-소비에트 단체들은 당국의 허가 없이 단독으로 공화국을 가로질러 일련의 집회들을 조직했고 소비에트 정부는 친독립 운동을 방해하기 위해서 압하스의 분리주의를 이용했다.
조지아의 항변은 1989년 4월 4일에 절정에 달했다. 그 때에는 조지아인들 중에 수천명의 수십명이 트빌리시의 부스타벨리 대로변에 있는 정부 청사 앞으로 모여들었다. 독립 위원회(메랍 고스타바, 즈비아드 감사후르디아, 기오르기 찬투리아, 이라클리 바띠아슈빌리, 이라클리 트세레델리와 다른 사람들)가 이끄는 항변자들은 평화 시위와 단식 투쟁을 조직하여, 압하스 분리 독립주의자들의 처벌과 조지아 독립의 복구를 요구했다. 소비에트 지방 당국은 모든 사태에 대한 통제력을 잃었고 항변자들을 포용할 수 없었다. 첫 번째 조지아인 그루지야 공산당 당수 줌베르 바티아슈빌리는 질서를 바로잡고 야간통행금지령의 강요를 복원하려 USSR 지도부에게 병력들의 파견을 요청했다.

## 시위
1989년 4월 8일 저녁에, 트랜스캅카스 군구의 지휘관인 연대장 이골 로디오노프는 그의 군사들에게 소집 명령을 내렸다. 소비에트 연방의 공격이 시작되기 직전에, 조지아의 총주교 를리아 2세는 소비에트의 전차들이 출현하여 나날이 대로변으로 모여들어 위험했기 때문에 시위자들에게 루스타벨리 대로와 정부 청사 주변을 떠날 것을 권했다. 시위대들은 총주교가 부탁까지 했는데도 해산을 거부했다. 조지아 지방 밀리치야(경찰) 부대들은 작전 개시 바로 직전에 무장해제 되었다. 4월 9일 오전 3시 45분, 이골 로디오노프 장군 휘하의 소비에트 병력 수송 장갑차와 군사들은 시위 지역을 포위했다. 후일에, 로디오노프는 그의 기자 회견에서 조지아의 병사 단체들은 비무장 군인들에게 돌을 집어던지고, 쇠사슬과 장대를 휘두르며 공격했다고 주장했다. 소비에트 군사들은 로디오노프 장군의 명령을 받들어 무슨 수를 써서라도 거리의 시위대들을 해산시키고 거리를 정돈해야 했다.
소비에트 파견대는 경찰봉과 야전삽(소비에트 특수 부대가 선호하는 무기)으로 무장하고 루스타벨리 대로를 따라서 시위대 쪽으로 전진했다. 군인들은 전진하면서 시위대를 야전삽으로 공격하기 시작했고, 삽에 맞은 사람들은 작고도 심각한 부상을 입었다. 희생자들 중에 한명은 전진하는 군인들로부터 달아나려고 했지만 군인들이 쫓아와 때려서 머리와 흉부에 충격을 받고 정부 청사 계단 근처에서 맞아 죽은 16세의 소녀였다. 그 소녀는 그 자리서 녹초가 되어 쓰러져 있었고 함께 있던 모친도 공격받아 부상당했다. 극도로 난폭한 공격은 대로 건너 던 건물의 발코니에서 비디오에 녹화되었다. 그 영상은 솝차크의 1989년 4월 9일 사건 조사를 위한 의회 의원회 기간 동안에 증거 자료로 쓰였다.소비에트 공식 보고서에서는 시위대가 군인들이 그들에게 몽둥이를 휘두르고 칼부림을 하게 했다고 비난했다.
공격에 대항하는 집단 쇄도의 결과로 19명이 죽었는데 그중 17명은 여성이었다. 지시된 부검에서는 그 때 죽은 모든 이들의 직접적인 사망 원인은 심각한 두개골 파열과 뇌손상으로 사망한 한개의 사례를 제외하고는 인체에 가해진 압박과 화학 물질의 흡입의 두가지 모두의 원인으로 질식(가사 상태)사 한 것으로 결론지었다.
소비에트 공식 보고서는 시위대가 군인들이 몽둥이와 칼을 휘두르게 한 충돌을 야기시켰다고 비난했다. 타스에 따르면, 군인들은 그들의 무기를 사용하지 말라는 명령을 따랐지만, 극단적인 사람들이 쇳조각, 벽돌, 몽둥이들로 군인들을 공격했다. 타스는 시위대들이 이인종간 분쟁을 자극했고 그루지야 정부의 폐지를 요구했다고 묘사했다. 고르바초프 대통령은 시위가 죽기로 작정한 "무책임한 사람들의 행동"이라고 맹비난했다. 그는 그 소동이 조지아에서 그루지야 정부를 뒤집어엎고 인종간 긴장을 유발하기를 갈구했다고 말했다. 외무부 대변인은 그 충돌들이 "우리들의 관대한 우리 상류 사회의 새로운 정책에 손실을 끼치는 시위를 남용하고 있는 끝까지 완고한 민족주의자들, 국가주의자들과 정치적인 모험가들"에 의해 불씨가 되었다고 말했다.
CN와 CS 가스는 시위에 대항하기 위해 사용되었다. 그 가스들은 사람에게 구토, 호흡 곤란, 신경계의 급성 마비를 일으킨다고 보고됐다.
비무장 경찰 장교들은 시위대에서 공황상태에 빠진 집단을 후송하려고 했다. 그러나, 그 장면이 담긴 영상은 반대파 언론인들에 의해 비밀에 붙여졌고 반대파 언론들은 그 당시 군인들 중에는 부상당한 사람들을 응급처치하고 치료해 줄 수있는 의무병과 군의관이 없었고, 사실상, 구급차들 까지도 돌진하는 군인들에 의해 공격당했다고 보도했다. 젊은 남자가 몽둥이로 전차를 두들기는 모습이 필름에 녹화되었고 그 장면은 조지아의 반-소비에트 운동의 상징이 되었다.
4월 10일 소비에트 정부는 시위자들이 불안과 위험을 야기시켰다고 비난하는 진술문을 공공의 안전을 위해 공포했다. 다음 날, 조지아의 TV는 시위를 하다가 무참히 살해당한 19명의 여자 시체들을 보여줬고, 죽은 여성들의 안면 손상과 머리에 받은 충격때문에 얼굴을 봐서는 신원을 확인하기 어려웠다. 그 장면은 소비에트 군인들의 잔인한 만행의 증거가 되었다. 소비에트 정부는 시위대가 돌진하는 소비에트 군인들에게서 후퇴했고 공황상태에서 서로 자기들 끼리 거칠게 짓밟았다고 주장하며 20명의 죽음을 야기했다고 시위대를 비난했다. 트빌리시의 1989년 4월 9일 사건 조사를 위한 의회 위원회는 소비에트 연방의 국민 대표 의회 의원 아나톨리 솝차크에 의해 조사가 착수되었다. 모든 연구 조사가 끝나고, 위원회는 시위자들의 죽음은 발로 짓밞힌 것 때문이라는 정부의 주장을 확실시 했지만, 또 다른 사망요인으로는 시위대에게 대항하여 사용한 화학물질도 있었다. 조지아인들은 시위대를 분산시키려고 하다가 죽음을 야기시켰다며 군대를 비난했다. 위원회의 보고서에는 소비에트 연방에서 불안한 시민들의 시위대에 대항하여 군사력을 사용하기가 더 어렵게 만들었다. 솝차크의 보고서는 4월 9일 사건에서 군인들이 시위대에게 대응하여 사용했고 군대 전원의 책임의 완전한 고발이 권고되는 폭력의 상세한 기록이 있다.

## 여파

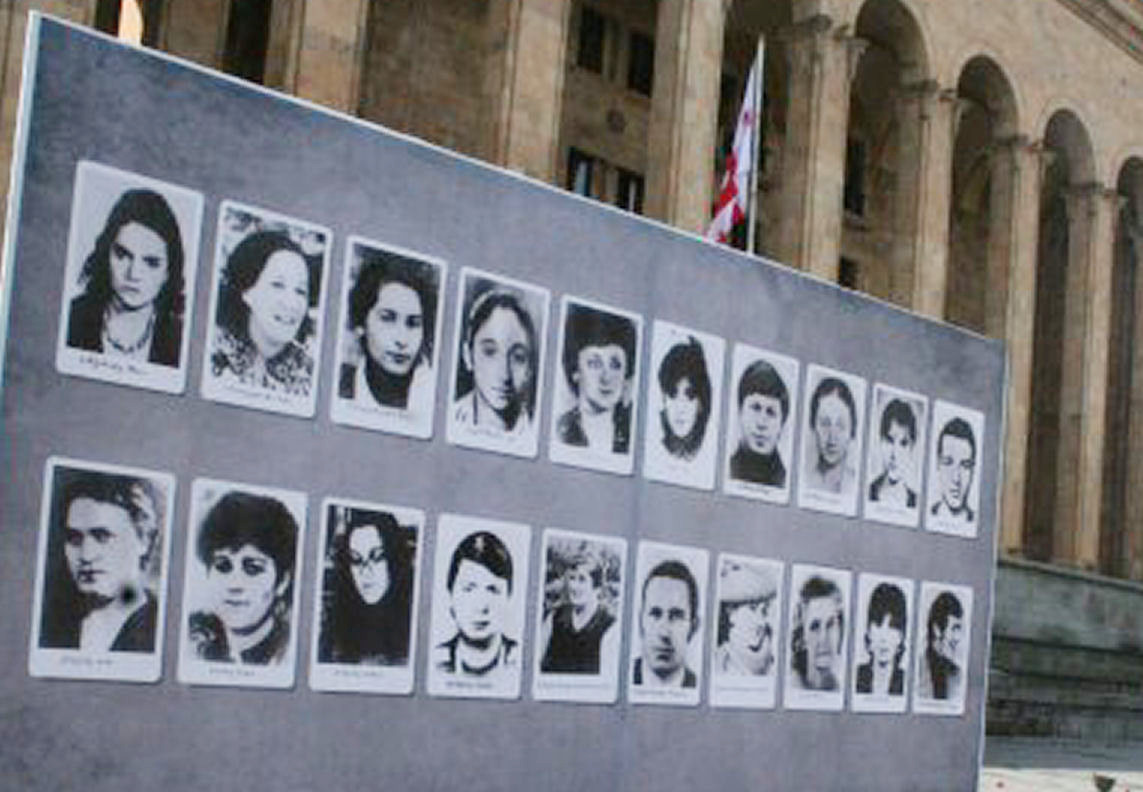
트빌리시의 게시판에 붙은 1989년 4월 9일 대학살의 희생자들의 사진

4월 10일 탄압에 대응한 항변에서, 조지아의 트빌리시와 그 외 지역들은 충돌의 현장이 되었고 40일의 애도 기간이 공표되었다. 사람들은 죽은 이들의 안식을 기원하며 꽃을 보냈고, 대량으로 쌓였다. 비상 사태가 발령되었지만, 시위는 계속되었다.
그루지야 SSR 정부는 사건의 결과에 묵묵히 순종했다. 모스크바는 시위대가 먼저 공격했고 군인들은 시위대를 뿌리쳐야 했다고 주장했다. 제1차 국민 대표 의회(1989년 5월~6월)에서 미하일 고르바초프는 모든 책임을 부인했고, 군대의 탓으로 돌렸다. "친페레스트로이카" 보좌관 아나톨리 봅착의 트빌리시 사건에 대한 공식 조사 위원회의 판정 뿐만 아니라, 자유주의 소비에트 대중매체의 폭로도 1989년 12월에 제2차 의회에서 보고되었고, 그 사건에 관계된 소비에트 강경론자들과 군사 지도자들들에게 당혹감을 안겨줬다.

## 유산
4월 9일 비극은 소비에트 권력에 대한 조지아의 저항을 급진적이 되게 만들었다. 몇 달후인, 1989년 11월 17~18일에 그루지야 SSR 최고 회의가 개최되었고, 1921년의 러시아 공화국에 의한 조지아 민주 공화국의 점령과 합병을 공식적으로 비난하였다.
1991년 3월 31일, 조지아의 국민투표에서 압도적인 득표는 소비에트 연방으로부터 독립에 대한 국민들의 염원을 의미한다. 투표율은 90.5%였고, 거의 99%가 독립을 선호했다. 4월 9일, 비극의 2주년 기념식에서, 조지아 공화국 최고 회의는 소비에트 연방에서 탈퇴한 주권과 독립을 선언했다.
비극의 희생 기념비가 2004년 11월 23일에 루스타벨리 대로의 탄압이 있던 장소에 세워졌다.

## 같이 보기
- 검은 1월
- 1989년 혁명
- 1956년 3월 9일 트빌리시 대학살
- 1978년 조지아 시위
- 1월 사변
- 젤톡산

## 참고 문헌
1. 1 2 3 4 5  “Report of the Sobchak's commission of inquiry (in Russian)”. 2018년 8월 19일에 원본 문서에서 보존된 문서. 2010년 8월 31일에 확인함.
2. ↑  Interview with Igor Rodionov
3. 1 2  New Nations Rising: The Fall of the Soviets and the Challenge of Independence, Nadia Diuk, Adrian Karatnycky
4. ↑  Viktor Suvorov Spetsnaz, 1987, Hamish Hamilton Ltd, ISBN 0-241-11961-8
5. 1 2  Conflict Studies Journal at the University of New Brunswick
6. ↑  Associated Press, Toronto Star, Apr 13, 1989
7. ↑  Los Angeles Times, April 11, 1989
8. 1 2  Nationalist Violence and the State: Political Authority and Contentious Repertoires in the Former USSR, Mark R. Beissinger Comparative Politics, Vol. 30, No. 4 (Jul., 1998), pp. 26-27.
9. ↑  Defending the Border: Identity, Religion, And Modernity in the Republic of Georgia (Culture and Society After Socialism)
, Mathijs Pelkmans pp. 127-39
10. 1 2  Georgia: In the Mountains of Poetry, Peter Nasmyth, p 18